# 周昊東
周 昊東（しゅう こうとう、ツォウ・ハオドン、英語: Zhou Haodong、1998年2月20日 - ）は、中華人民共和国の男子バドミントン選手。

## 経歴
ジュニア時代は、韓呈愷とペアを組み、世界ジュニア選手権、アジアジュニア選手権で優勝を果たした。
その後シニアレベルでも韓呈愷とペアを組む。フランス・オープンの決勝で、世界ランク1位のマルクス・フェルナルディ・ギデオン / ケビン・サンジャヤ・スカムルジョを破って優勝するなどして、世界ランクは最高5位まで上り詰めた。
2021年にパートナーの韓呈愷が引退したことにより、2022年半ばから何濟霆とペアを組む。
2023年10月からは譚強とペアを組む。